# جينافيف جولي
جينافيف جولي (بالإنجليزية: Jenaveve Jolie)‏ ممثلة إباحية و عارضة تعري وراقصة تعري أمريكية ولدت في يوم 4 يونيو 1984 في بلدة سان لويس أوبيسبو في الولايات المتحدة من أصل مكسيكي.

## روابط خارجية
- جينافيف جولي على موقع IMDb (الإنجليزية)
- جينافيف جولي على موقع ألو سيني (الفرنسية)
- جينافيف جولي على موقع قاعدة بيانات الفيلم (الإنجليزية)
- جينافيف جولي على موقع كينوبويسك (الروسية)